# Opsiphanes pudicus
Opsiphanes pudicus är en fjärilsart som beskrevs av Hans Fruhstorfer 1907. Opsiphanes pudicus ingår i släktet Opsiphanes och familjen praktfjärilar. Inga underarter finns listade i Catalogue of Life.